# Bondefangeri
 Denne artikel bør gennemlæses af en person med fagkendskab for at sikre den faglige korrekthed.

 Ikke at forveksle med Bondefanger (film).
Bondefangeri er bedrageri på det jævne. Særligt om en listig og kynisk "bybos" udnyttelse af en godtroende og naiv "landbos" mangel på på kundskab og erfaring. Denne person kaldes en bondefanger, lurendrejer eller plattenslager og prøver bevidst at snyde andre, sædvanligvis med det formål at tilegne sig penge og andre værdier. Bondefangeren satser på menneskelige svagheder, blandt andet grådighed, forfængelighed og naivitet, for at nå sine mål.
Holbergs komedie "Den pantsatte Bondedreng" indeholder et eksempel på bondefangeri.[kilde mangler]